# Jacquemontia selloi
Jacquemontia selloi là một loài thực vật có hoa trong họ Bìm bìm. Loài này được Hallier mô tả khoa học đầu tiên.